# Witowt Putna

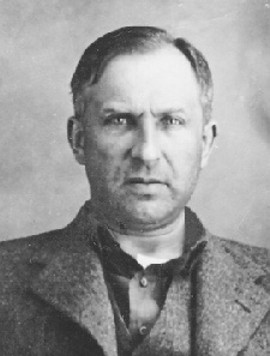
Witowt Putna po aresztowaniu przez NKWD 1936

Witowt Kazimirowicz Putna (ros. Витовт Казимирович Путна; lit. Vytautas Putna; ur. 31 marca?/12 kwietnia 1893 w Maćkańcach w powiecie trockim guberni wileńskiej, zm. 11 czerwca 1937 w Moskwie) – komkor Armii Czerwonej.

## Życiorys
Urodzony w guberni wileńskiej w litewskiej rodzinie chłopskiej. Ukończył w Rydze szkołę handlową i zawodowo-rzemieślniczą, pracował jako robotnik. W 1913 zatrzymany za propagandę rewolucyjną.
Uwolniony po wybuchu I wojny światowej, w 1915 został powołany do armii carskiej. W 1917 ukończył szkołę chorążych, awansując do stopnia chorążego. Dowodził batalionem na froncie. Po rewolucji lutowej i obaleniu caratu wstąpił do Socjaldemokratycznej Partii Robotniczej Rosji, związany z frakcją bolszewików. Prowadził rewolucyjną działalność wśród żołnierzy 12. Armii. W kwietniu 1918 wraz z żołnierzami batalionu wstąpił do Armii Czerwonej. Od maja 1918 szef wojskowej komendy uzupełnień (ros. военкомат) w Witebsku.
Od września 1918 do maja 1919 komisarz 1. Smoleńskiej (później 26) Dywizji Strzelców (DS), od maja 1919 dowódca 228. Karelskiego Pułku Strzeleckiego, od lipca dowódca 2. Brygady Strzelców w 26. DS, od grudnia 1919 dowódca 27 Dywizji Strzeleckiej. Walczył na Froncie Wschodnim, gdzie jego dywizja odznaczyła się w walkach i uzyskała miano „żelaznej”, i na Froncie Zachodnim w wojnie polsko-bolszewickiej 1920. W wojnie z Polską Putna zdobył sławę jednego z najlepszych dowódców dywizji w Armii Czerwonej. Dzięki jego umiejętnościom i działaniom resztki wojsk 16. i 3. Armii sowieckich uniknęły zniszczenia i przerwały okrążenie pod Białymstokiem, po czym wycofały się na wschód. Brał udział w likwidacji powstania w Kronsztadzie i tłumieniu powstań chłopskich na Powołżu. Po ukończeniu Wyższych Kursów Akademickich w 1923 komendant i komisarz 2. Moskiewskiej Szkoły Piechoty. W 1923 związał się z opozycją trockistowską. Później z nią zerwał. W latach 1924–1927 służył w sztabie i centralnych zarządach Armii Czerwonej, dowodził korpusem. W 1927–1931 attaché wojskowy w Japonii. W latach 1931–1934 dowódca korpusu, później dowódca Nadmorskiej Grupy Wojsk na Dalekim Wschodzie. W latach 1934–1936 attaché wojskowy w Wielkiej Brytanii. W 1935 został mianowany komkorem.
W okresie "wielkiego terroru" został odwołany z placówki, 20 sierpnia 1936 aresztowany przez NKWD i poddany długotrwałemu śledztwu, będącym przygotowaniem sprawy przeciwko marszałkowi Michaiłowi Tuchaczewskiemu. Sądzony przez nadzwyczajne zgromadzenie Sądu Najwyższego ZSRR i skazany 11 czerwca 1937 na śmierć z zarzutu o udział w spisku wojskowym w Armii Czerwonej i przygotowaniu obalenia władzy sowieckiej drogą powstania zbrojnego i klęski ZSRR w nadchodzącej wojnie. Wraz z nim zostało skazanych siedmiu innych wysokich dowódców Armii Czerwonej: Michaił Tuchaczewski, Jona Jakir, Robert Ejdeman, August Kork, Witalij Primakow, Boris Feldman, Ijeronim Uborewicz. Stracony 12 czerwca 1937. Ciało skremowano w krematorium na Cmentarzu Dońskim, prochy pochowano anonimowo.
Zrehabilitowany postanowieniem Kolegium Wojskowego Sądu Najwyższego ZSRR 31 stycznia 1957.
Trzykrotnie odznaczony Orderem Czerwonego Sztandaru.